# كالغورلي

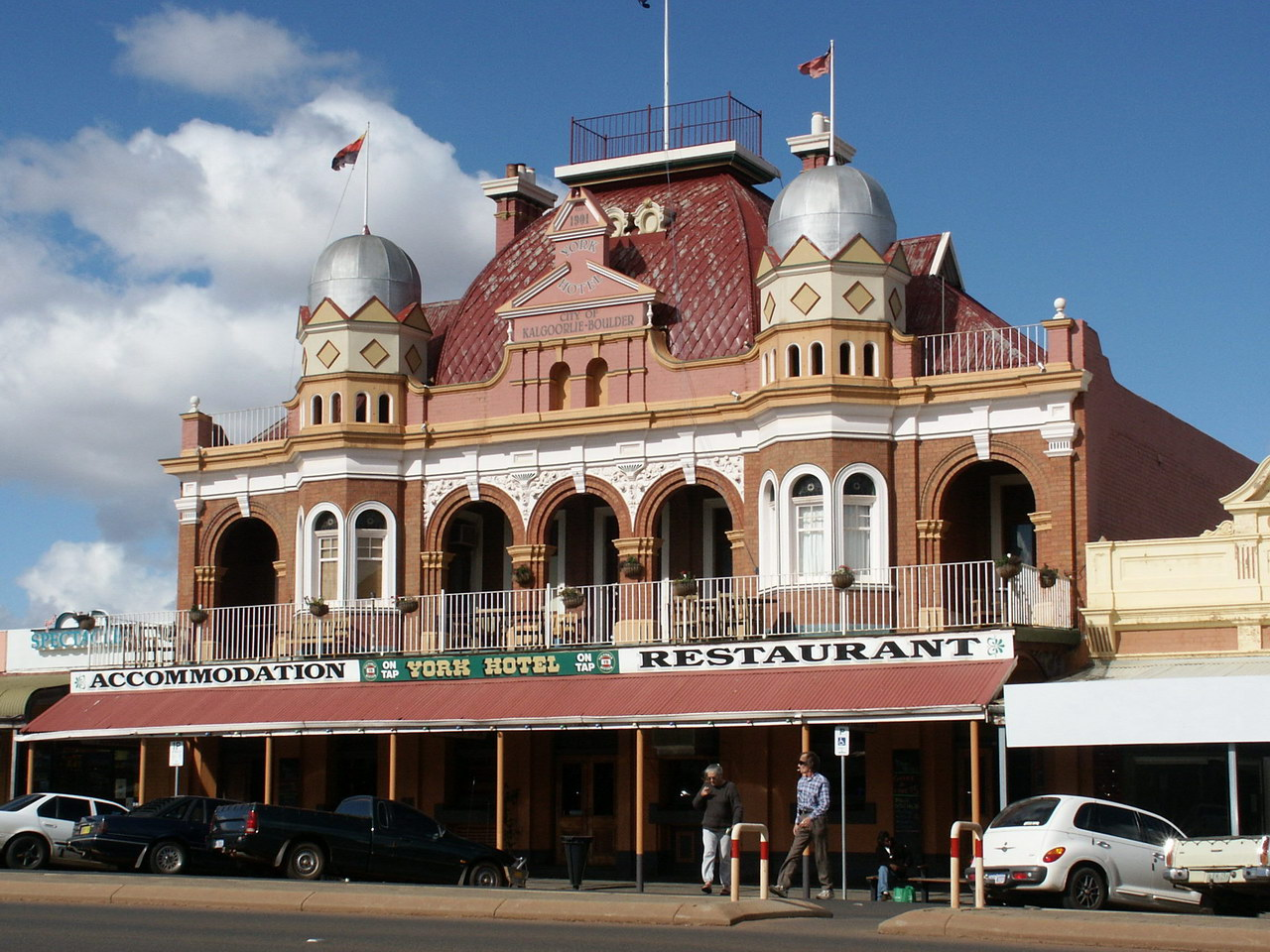
فندق يورك ، حانة تاريخية في كالغورلي.

كالغورلي (بالإنجليزية: Kalgoorlie)‏ هي مدينة تقع في أستراليا الغربية على بعد 560 كيلومترا شرق بيرث في المناطق الداخلية للدولة. في عام 2006 ، كان يبلغ عدد سكانها 28.242 نسمة. المدينة تأسست في عام 1893 ، وبعد التنقيب وجد الذهب في المنطقة. أصبحت تعرف باسم «جولدن مايل» (Golden Mile)، وبحلول 1902 كان يتواجد بها 30000 من السكان و 93 من الحانات. والمنطقة المتواجدة بها تشكل واحدة من أغنى رواسب الذهب في العالم، وحتى الآن أسفرت عن أكثر من 50 مليون أوقية.

## المناخ
يظهر الجدول التالي التغييرات المناخية على مدار السنة لكالغورلي:
| البيانات المناخية لـكالغورلي      | البيانات المناخية لـكالغورلي | البيانات المناخية لـكالغورلي | البيانات المناخية لـكالغورلي | البيانات المناخية لـكالغورلي | البيانات المناخية لـكالغورلي | البيانات المناخية لـكالغورلي | البيانات المناخية لـكالغورلي | البيانات المناخية لـكالغورلي | البيانات المناخية لـكالغورلي | البيانات المناخية لـكالغورلي | البيانات المناخية لـكالغورلي | البيانات المناخية لـكالغورلي | البيانات المناخية لـكالغورلي |
| الشهر                             | يناير                        | فبراير                       | مارس                         | أبريل                        | مايو                         | يونيو                        | يوليو                        | أغسطس                        | سبتمبر                       | أكتوبر                       | نوفمبر                       | ديسمبر                       | المعدل السنوي                |
| --------------------------------- | ---------------------------- | ---------------------------- | ---------------------------- | ---------------------------- | ---------------------------- | ---------------------------- | ---------------------------- | ---------------------------- | ---------------------------- | ---------------------------- | ---------------------------- | ---------------------------- | ---------------------------- |
| الدرجة القصوى °م (°ف)             | 46.5 (115.7)                 | 44.9 (112.8)                 | 44.5 (112.1)                 | 38.9 (102.0)                 | 33.4 (92.1)                  | 27.6 (81.7)                  | 28.7 (83.7)                  | 32.0 (89.6)                  | 36.8 (98.2)                  | 40.9 (105.6)                 | 42.9 (109.2)                 | 45.0 (113.0)                 | 46.5 (115.7)                 |
| متوسط درجة الحرارة الكبرى °م (°ف) | 33.6 (92.5)                  | 32.1 (89.8)                  | 29.5 (85.1)                  | 25.2 (77.4)                  | 20.6 (69.1)                  | 17.5 (63.5)                  | 16.7 (62.1)                  | 18.6 (65.5)                  | 22.3 (72.1)                  | 25.8 (78.4)                  | 28.9 (84.0)                  | 31.9 (89.4)                  | 25.2 (77.4)                  |
| متوسط درجة الحرارة الصغرى °م (°ف) | 18.2 (64.8)                  | 17.8 (64.0)                  | 16.0 (60.8)                  | 12.6 (54.7)                  | 8.7 (47.7)                   | 6.2 (43.2)                   | 5.0 (41.0)                   | 5.5 (41.9)                   | 8.0 (46.4)                   | 11.0 (51.8)                  | 14.0 (57.2)                  | 16.5 (61.7)                  | 11.6 (52.9)                  |
| أدنى درجة حرارة °م (°ف)           | 8.8 (47.8)                   | 8.5 (47.3)                   | 5.7 (42.3)                   | 1.7 (35.1)                   | −1.8 (28.8)                  | −3.0 (26.6)                  | −3.4 (25.9)                  | −2.4 (27.7)                  | −0.6 (30.9)                  | −1.0 (30.2)                  | 3.1 (37.6)                   | 5.5 (41.9)                   | −3.4 (25.9)                  |
| الهطول مم (إنش)                   | 23.6 (0.93)                  | 31.2 (1.23)                  | 24.0 (0.94)                  | 21.3 (0.84)                  | 26.5 (1.04)                  | 28.9 (1.14)                  | 24.9 (0.98)                  | 21.4 (0.84)                  | 14.0 (0.55)                  | 14.8 (0.58)                  | 17.8 (0.70)                  | 16.4 (0.65)                  | 264.8 (10.43)                |
| متوسط أيام هطول الأمطار (≥ 0.2mm) | 3.9                          | 4.5                          | 4.3                          | 5.3                          | 7.1                          | 8.7                          | 9.2                          | 7.5                          | 5.6                          | 4.3                          | 4.1                          | 3.8                          | 68.3                         |
| المصدر:                           |                              |                              |                              |                              |                              |                              |                              |                              |                              |                              |                              |                              |                              |

## أعلام
- أندرو بوفل
- سارة كينت
- جون كورنيل
- باري مارشال
- تيري والش